# The Salt Lake Tribune
The Salt Lake Tribune ist eine Tageszeitung im US-Bundesstaat Utah; sie hat die größte Leserschaft in Salt Lake City. The Salt Lake Tribune wird von der Newspaper Agency Corporation vertrieben, die auch die Deseret Morning News vertreibt. Die Tribune – oder „Trib“, wie sie vor Ort genannt wird – ist zurzeit im Besitz der in Denver ansässigen MediaNews Group. Für bis zu 100 Jahre war die Zeitung im Privatbesitz der Erben des US-Senators Thomas Kearns. Nach dem Tod Thomas Kearns’ 1918 wurde die Firma von seiner Witwe Jennie Judge Kearns und seinem Sohn Thomas F. Kearns geleitet. Für lange Zeit war der Herausgeber der Zeitung John F. Fitzpatrick, der seine Karriere als Sekretär von Senator Kearns begonnen hatte.

## Geschichte
Als Nachfolger des Utah Magazine wurde das Blatt im Jahre 1871 als Mormon Tribune von einer Gruppe von Geschäftsmännern gegründet, geführt von ehemaligen Mitgliedern der Kirche Jesu Christi der Heiligen der letzten Tage, Amasa Lyam und William Godbe. Diese stimmten den wirtschaftlichen und politischen Positionen der Kirche Jesu Christi der Heiligen der Letzten Tage nicht zu. Nach einem Jahr wurde der Titel durch Salt Lake Daily Tribune and Utah Mining Gazette ersetzt. Nicht lange danach wurde der Name schlicht zu The Salt Lake Tribune gekürzt. Für einige Zeit gab der Verlag auch eine Abendausgabe heraus, die als The Salt Lake Telegram bekannt war.
Nachdem die Zeitung von drei Männern aus Kansas im Jahre 1873 gekauft wurde, wurde das Blatt als Anti-Mormonen-Sprachrohr bekannt, welches durchweg die Liberale Partei Utahs unterstützte.
1901 kauften der neugewählte römisch-katholische Senator Thomas Kearns und sein Geschäftspartner David Keith die Tribune. Kearns leitete Schritte ein, den Anti-Mormonen-Beiklang der Zeitung zu unterbinden. Da er gute Beziehungen zu den Parlamentariern, meist Mitglieder der Kirche Jesu Christi der Heiligen der Letzten Tage, hatte und weil er den Anti-Mormonen-Beiklang seiner Zeitung unterband, wurde er zum Senator gewählt. Nach dem Tod Kearns im Jahre 1918 übernahm seine Familie Keiths Teil des Blattes.
Kearns Sekretär John F. Fitzpatrick wurde 1924 Herausgeber. 1952 schloss die Tribune mit Deseret News eine gemeinsame Betriebsvereinbarung, die Newspaper Agency Corporation zu schaffen.  Im Jahre 1960 übergab Fitzpatrick die Zügel an John W. Gallivan, der Verleger bis 1984 und Vorsitzender des Vorstands bis 1997 war.
Die Familie Kearns besaß die Mehrheit der Anteile der Zeitung bis 1997, die sie in diesem Jahr an die Tele-Communications Inc verkauften, ein Multimedia-Unternehmen, das später von AT&T erworben wurde. Die Tribune wurde anschließend an die in Denver, (Colorado) ansässige MediaNews Group verkauft, die teilweise im Besitz des Herausgebers William Dean Singleton ist.

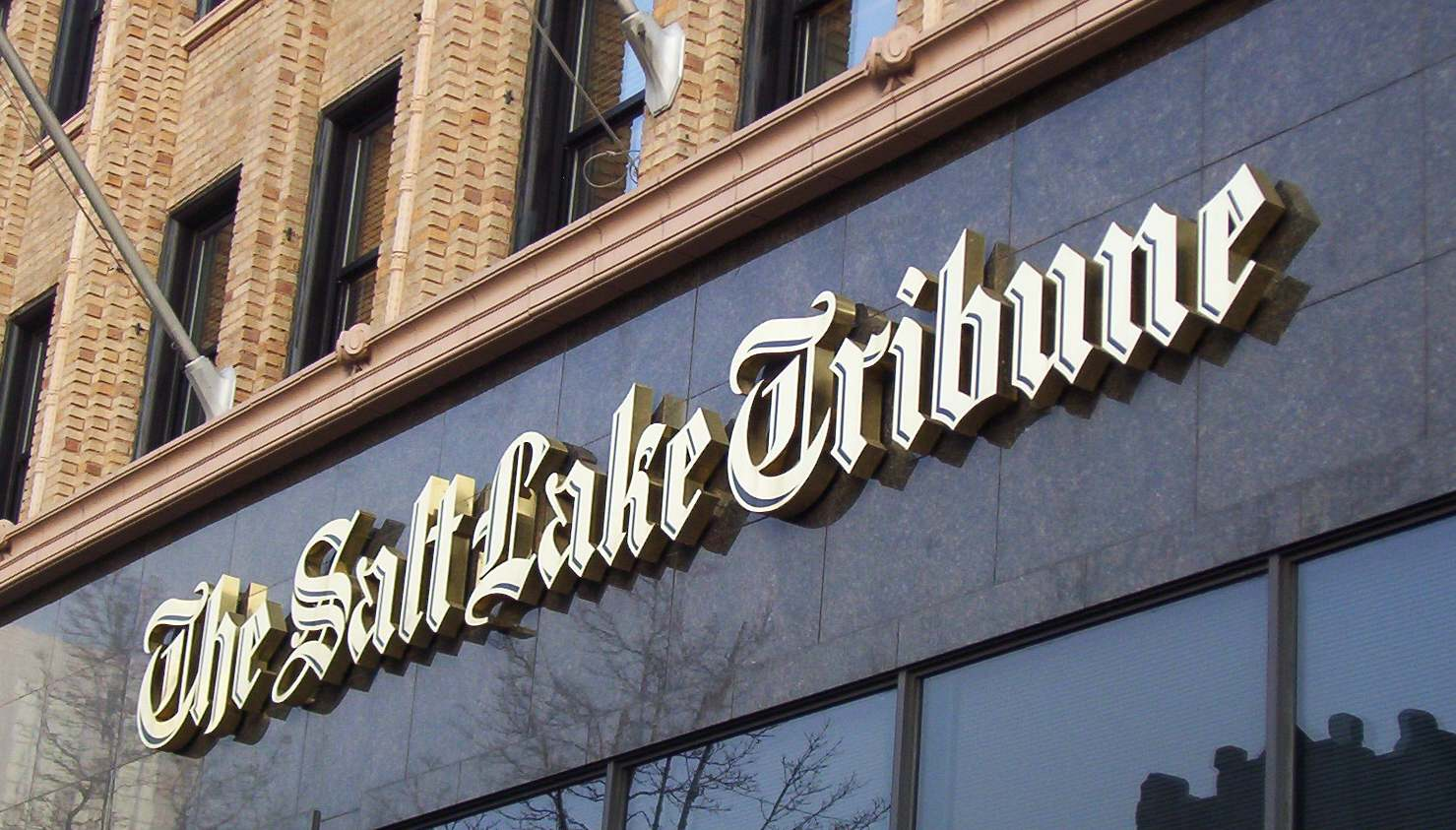
Schriftzug The Salt Lake Tribune am Eingang des Tribune-Gebäudes in der Innenstadt Salt Lake Citys

2002 war die Tribune in eine Diskussion verstrickt, nachdem Angestellte durchgesickerte Insider-Informationen verkauften – ähnlich dem Elizabeth Smart-Fall beim The National Enquirer. Der Redakteur der Tribune James „Jay“ Shelledy trat von seinem Job bei der Zeitung zurück, als er die Folgen des Skandals erkannte. Zwei Mitarbeiter wurden auch von ihren Positionen als Tribune-Reporter enthoben.
2004 beschloss die Zeitung, aus ihrem historischen Standort in der Innenstadt Salt Lake Citys, dem Tribune-Gebäude, auszuziehen und sich in der Gateway Mall niederzulassen. Viele Leute, einzelne Tribune-Mitarbeiter eingeschlossen, sprachen sich gegen den Umzug aus, da es nach deren Meinung der Wirtschaft der Innenstadt Salt Lake Citys schaden würde. Der Umzug wurde im Mai 2005 abgeschlossen und die Redakteurin Nancy Conway sagte den Mitarbeitern der Tribune: „Es ist nur ein Gebäude.“